# The Moons
The Moons es una banda británica de indie rock formada por el cantante y guitarrista Andy Crofts en el año 2008 en la ciudad de Northampton, Inglaterra, Reino Unido.  Hasta el momento, The Moons ha publicado dos álbumes de estudio: Life on Earth y Fables of History, en 2010 y 2012 respectivamente.

## Historia

### Inicios: 2006-2007
Andy Crofts formó una banda llamada The On Offs, la cual pronto se desintegró. Crofts, junto a Ben Gordelier grabaron algunos demos y, al pasar el tiempo, Crofts forma una nueva agrupación: The Moons.

### The Lunar Sessions: 2008-2009
La primera maqueta que grabó The Moons llevó por nombre The Lunar Sessions, y fue Andy Crofts quien grabó todos los instrumentos a excepción de la batería, siendo ejecutada por Danny Connors. De este demo se publicó la canción «Don't Go Changin'» como sencillo en formato de 7 pulgadas de edición limitada.  Dicho sencillo fue lanzado por Colorama Records. Después de The Lunar Sessions, la banda tocó en varios lugares, ocasionando una serie de movimientos, quedando la alineación del grupo conformada por Andy Crofts en la voz y guitarra, Ben Gordelier en la batería, Chris Ketley en la guitarra rítmica y Adam Leeds en el bajo.

### El primer álbum de estudio:Life on Earth
En el año 2010, The Moons grabaron su primer álbum de estudio en el estudio de Paul Weller, llamado Life on Earth, siendo la disográfica Acid Jazz Records quien lo lanzara.  Esta producción musical contiene algunos temas de The Lunar Sessions. Life on Earth logró entrar en los listados de popularidad británicos, llegando a la 27.ª posición de la UK Indie Chart.

### 2012, publicación deFables of History
A principios de 2012, Crofts se enfocó en el mezclado del segundo álbum de The Moons. En el estudio conoció al teclista Ton Van Heel, quien se encargaría de la armonía en los teclados.
Más tarde, The Moons firmaron contrato con Schnitzel Records, siendo con este sello discográfico donde lanzarían Fables of History, en 2012.  Este disco fue producido por Jan Kybert, mientras que la masterización fue realizada por Howie Weisberg en Los Ángeles, California, Estados Unidos.

### «Heart and Soul»: 2014
The Moons y Schnitzel Records publicaron en 2014 el sencillo «Heart and Soul», el cual se publicó en formato de disco compacto y descarga digital.

## Discografía

### Maquetas
| Año  | Nombre del álbum   |
| ---- | ------------------ |
| 2008 | The Lunar Sessions |

### Álbumes
| Año  | Nombre del álbum  |
| ---- | ----------------- |
| 2010 | Life on Earth     |
| 2012 | Fables of History |

### Sencillos
| Año  | Nombre del sencillo     | Álbum              |
| ---- | ----------------------- | ------------------ |
| 2008 | «Don't Go Changin'»     | The Lunar Sessions |
| 2010 | «Torn Between Two»      | Life on Earth      |
| 2010 | «Let It Go»             | Life on Earth      |
| 2010 | «Nightmare Day»         | Life on Earth      |
| 2010 | «Everyday Heroes»       | Life on Earth      |
| 2012 | «Double Vision Love»    | Fables of History  |
| 2012 | «Something Soon»        | Fables of History  |
| 2012 | «Jennifer (Sits Alone)» | Fables of History  |
| 2014 | «Heart and Soul»        | —                  |